# Suzuki Suzulight

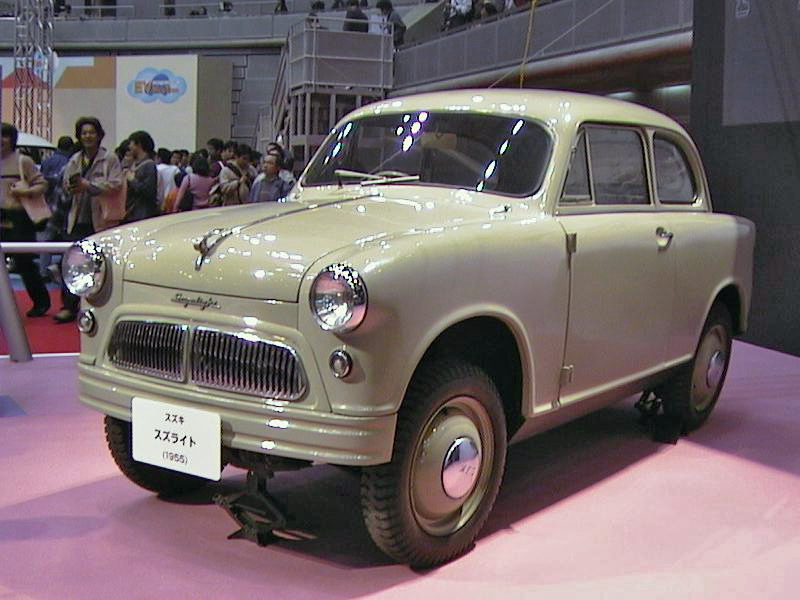
Der Suzuki Suzulight SL

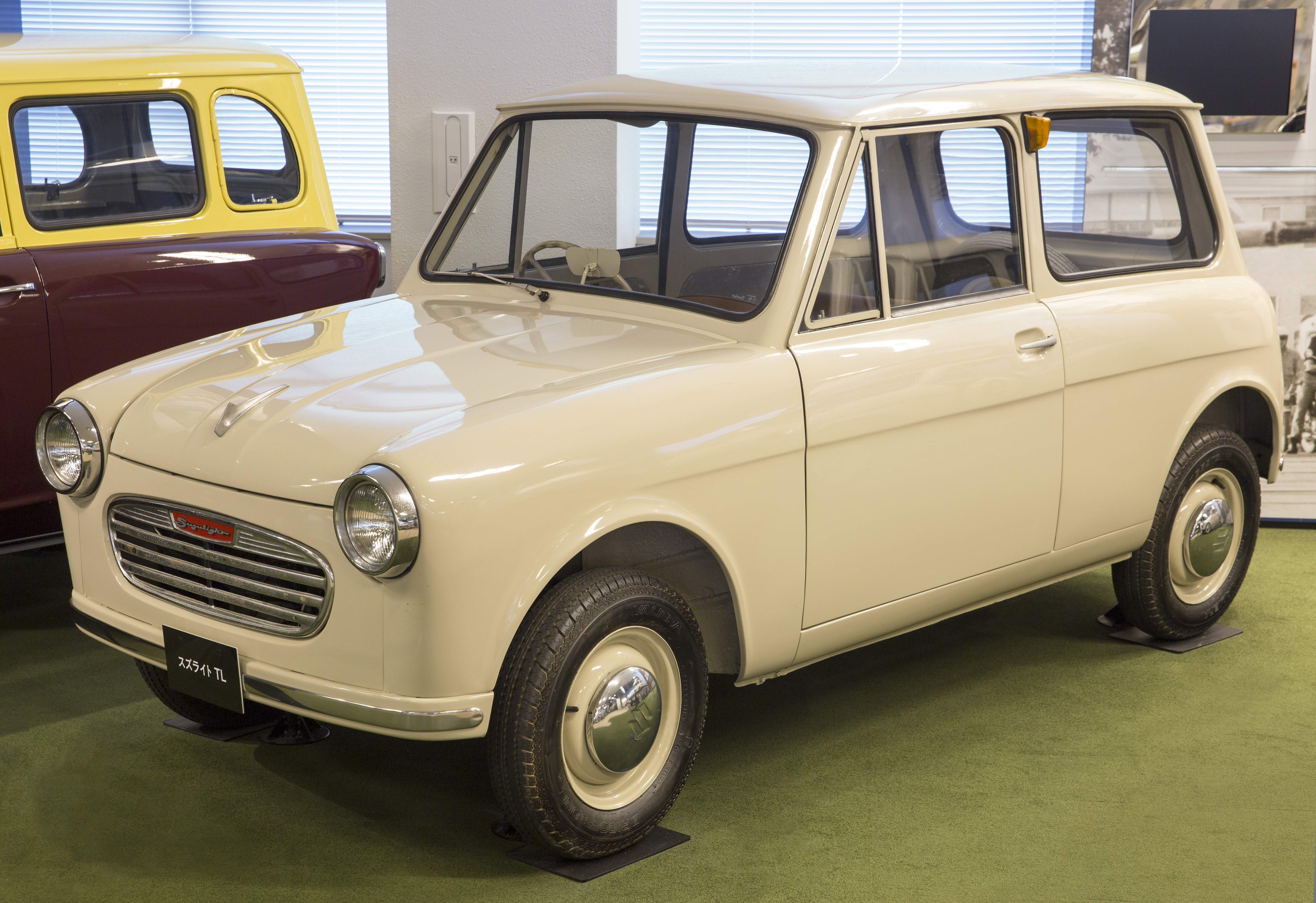
Der Suzuki Suzulight TL (später FE, 1959–1969)

Der Suzuki Suzulight war ein Kei-Car des japanischen Automobilherstellers Suzuki. Das Auto wurde von 1955 bis 1969 gebaut. Es war das erste Auto des japanischen Herstellers, der zuvor nur Motorräder produziert hatte. Der Suzulight hatte einen vorn quer eingebauten Zweizylindermotor und Frontantrieb. Anfang der 1960er Jahre wurde der Suzulight auch in Chile bei Arica Motors montiert. Vom zweiten Suzulight (TL) abgeleitet war der 1962 erschienene Suzuki Fronte (TLA).

## Daten
| Suzulight SF Series   | Suzulight SF Series                                 | Suzulight SF Series                                 |
| --------------------- | --------------------------------------------------- | --------------------------------------------------- |
| Modell                | 1955 Suzulight SS Sedan                             | 1958 Suzulight SF Light Van                         |
| Motor                 | luftgekühlter Zweizylinder-Zweitakt-Reihenmotor     | luftgekühlter Zweizylinder-Zweitakt-Reihenmotor     |
| Bohrung und Hub       | 58,9 × 66,0 mm (2,32 × 2,60 in)                     | 59,0 × 66,0 mm (2,32 × 2,60 in)                     |
| Hubraum               | 359,66 cm³                                          | 360,88 cm³                                          |
| max. Leistung         | 16 PS (12 kW) bei 4000/min                          | 18 PS (13 kW) bei 4000/min                          |
| max. Drehmoment       | 32 Nm bei 2800/min                                  | 32 Nm bei 3200/min                                  |
| Gewicht               | SS/SL/SD:520 kg (SP: 500 kg)                        | 500 kg                                              |
| Antrieb               | Dreiganggetriebe mit Lenkradschaltung, Frontantrieb | Dreiganggetriebe mit Lenkradschaltung, Frontantrieb |
| Radaufhängung         | (v/h) Doppelquerlenker                              | doppelte Querblattfedern                            |
| Reifen                | 4.00-16-4PR                                         | 4.50-14-4PR                                         |
| Höchstgeschwindigkeit | 85 km/h (Lieferwagen: 80 km/h)                      | 80 km/h                                             |

## Weblink
- Bilder zum Suzuki Suzulight